# Carlo Boniforti
Carlo Boniforti (* 25. September 1818 in Arona (Piemont); † 10. Oktober 1879 in Trezzo sull’Adda) war ein italienischer Komponist, Organist und Musikpädagoge.
Boniforti war Orgelschüler von Ferdinando Bonazzi, dem er 1841 als Organist am Mailänder Dom nachfolgte. Außerdem wirkte er als Dirigent der Hofkapelle. Seit 1852 unterrichtete er Harmonielehre und Kontrapunkt am Mailänder Konservatorium.
Er komponierte Kirchenmusik (u. a. Padre Nostro), Instrumentalwerke (u. a. eine Sinfonie) und zwei Opern, die am Teatro alla Scala uraufgeführt wurden: Velleda (1847) und Giovanna di Fiaranda (1848).
| Personendaten    | Personendaten                                       |
| ---------------- | --------------------------------------------------- |
| NAME             | Boniforti, Carlo                                    |
| KURZBESCHREIBUNG | italienischer Komponist, Organist und Musikpädagoge |
| GEBURTSDATUM     | 25. September 1818                                  |
| GEBURTSORT       | Arona (Piemont)                                     |
| STERBEDATUM      | 10. Oktober 1879                                    |
| STERBEORT        | Trezzo sull’Adda                                    |